# Grujica
Grujica je nenaseljeni otočić u hrvatskom dijelu Jadranskog mora.
Njegova površina iznosi 0,093 km². Dužina obalne crte iznosi 1,21 km.
Na otoku se nalazi svjetionik "Otočić Grujica".